# Esbjerg Atletikstadion
Esbjerg Atletikstadion er et atletikstadion beliggende i Esbjerg Idrætspark og hjemmebane for Esbjerg Atletik og Motion. Stadionet anvendes også til fodbold som aflastningsbanen for fodboldstadion.
Esbjerg Atletikstadion blev ved udbygningen og ombygningen i 1994 Danmarks første atletikstadion med otte rundbaner og har en tilskuerekapacitet på 8.000 heraf 800 er siddepladser.

## Ekstern henvisning
- Om stadion på stadions.dk Arkiveret 7. september 2009 hos  Wayback Machine  (Webside ikke længere tilgængelig)

55°29′5.26″N 8°26′15.39″Ø / 55.4847944°N 8.4376083°Ø
|  | Denne artikel om lokaliteten Esbjerg Atletikstadion kan blive bedre, hvis der indsættes et (bedre) billede. Du kan hjælpe ved at afsøge Wikimedia Commons for et passende billede eller lægge et op på Wikimedia Commons med en af de tilladte licenser og indsætte det i artiklen. |